# 2022-es IIHF divízió I-es jégkorong-világbajnokság
A 2022-es IIHF divízió I-es jégkorong-világbajnokság A csoportjának mérkőzéseit Ljubljanában, Szlovénia fővárosában május 3–8. között, a B csoport mérkőzéseit pedig Tychyben, Lengyelországban rendezték április 26. és május 1. között.
A vb-n 10 válogatott vett részt, a két csoportban 5–5. Az A csoport első két helyén végző válogatott feljutott a főcsoportba, részvételi jogot szerzett a 2023-as IIHF jégkorong-világbajnokságra. Az A csoport utolsó helyezettje kiesett a B csoportba. A B csoport első helyezettje feljutott az A csoportba, az utolsó helyezett pedig a divízió II A csoportjába került.
Az ezt megelőző két évben a divízió I-es jégkorong-világbajnokságok elmaradtak a Covid19-pandémia miatt. A 2022-es IIHF jégkorong-világbajnokságról kizárták Oroszországot és Fehéroroszországot az Ukrajna elleni invázió miatt. A 2019-es IIHF jégkorong-világbajnokságról kieső Franciaország és Ausztria helyettesíti
te a két kizárt csapatot, emiatt a divízió I-es világbajnokságot 5–5 csapattal rendezték.

## A csoport

### Résztvevők
| Csapat       | Kvalifikáció                                     |
| ------------ | ------------------------------------------------ |
| Dél-Korea    | A 2019-es divízió I/A 3. helyezettje.            |
| Szlovénia    | Rendező, a 2019-es divízió I/A 4. helyezettje.   |
| Magyarország | A 2019-es divízió I/A 5. helyezettje.            |
| Litvánia     | A 2019-es divízió I/A 6. helyezettje.            |
| Románia      | A 2019-es divízió I/B 1. helyezettje, feljutott. |

### Tabella
| Hely. | Csapat        | M | Gy | HGy | HV | V | G+ | G– | Gk  | P  | Továbbjutás vagy kiesés  |
| ----- | ------------- | - | -- | --- | -- | - | -- | -- | --- | -- | ------------------------ |
| 1.    | Szlovénia (R) | 4 | 4  | 0   | 0  | 0 | 22 | 5  | +17 | 12 | Feljutott a főcsoportba  |
| 2.    | Magyarország  | 4 | 3  | 0   | 0  | 1 | 12 | 9  | +3  | 9  | Feljutott a főcsoportba  |
| 3.    | Litvánia      | 4 | 2  | 0   | 0  | 2 | 13 | 13 | 0   | 6  |                          |
| 4.    | Dél-Korea     | 4 | 1  | 0   | 0  | 3 | 9  | 15 | −6  | 3  |                          |
| 5.    | Románia       | 4 | 0  | 0   | 0  | 4 | 8  | 22 | −14 | 0  | Kiesett a divízió I B-be |

### Mérkőzések
A mérkőzések kezdési időpontjai helyi idő szerint (UTC+2) értendők.
| 2022. május 3. 15:30 | Magyarország | 5–1 (2–0, 3–0, 0–1) | Dél-Korea | Hala Tivoli, Ljubljana Nézőszám: 1500 |

| Jegyzőkönyv | Jegyzőkönyv  | Jegyzőkönyv                  | Jegyzőkönyv | Jegyzőkönyv                                                                    |
| --- | ------------ | ---------------------------- | ----------- | ------------------------------------------------------------------------------ |
| | Rajna Miklós | Kapusok                      | Matt Dalton | Játékvezetők: Mikael Holm Liam Sewell Vonalbírók: Joep Leermakers Gašper Zgonc |
| \| Fejes (Papp, Nagy) – 06:19 \| 1–0 \| \| \| Sofron (Garát, Erdély) – 07:42 \| 2–0 \| \| \| Erdély (Sofron) – 23:19 \| 3–0 \| \| \| Erdély (Terbócs, Hári) (PP) – 27:38 \| 4–0 \| \| \| Erdély (Szirányi, Hári) – 30:27 \| 5–0 \| \| \| \| 5–1 \| 57:49 – Kim S. (Kim W., Ahn) \| |              |                              |             | Játékvezetők: Mikael Holm Liam Sewell Vonalbírók: Joep Leermakers Gašper Zgonc |
| 8 perc | Büntetések   | 4 perc                       |             | Játékvezetők: Mikael Holm Liam Sewell Vonalbírók: Joep Leermakers Gašper Zgonc |
| 23 | Lövések      | 20                           |             | Játékvezetők: Mikael Holm Liam Sewell Vonalbírók: Joep Leermakers Gašper Zgonc |
| Fejes (Papp, Nagy) – 06:19 | 1–0          |                              |             | Játékvezetők: Mikael Holm Liam Sewell Vonalbírók: Joep Leermakers Gašper Zgonc |
| Sofron (Garát, Erdély) – 07:42 | 2–0          |                              |             | Játékvezetők: Mikael Holm Liam Sewell Vonalbírók: Joep Leermakers Gašper Zgonc |
| Erdély (Sofron) – 23:19 | 3–0          |                              |             | Játékvezetők: Mikael Holm Liam Sewell Vonalbírók: Joep Leermakers Gašper Zgonc |
| Erdély (Terbócs, Hári) (PP) – 27:38 | 4–0          |                              |             |                                                                                |
| Erdély (Szirányi, Hári) – 30:27 | 5–0          |                              |             |                                                                                |
| | 5–1          | 57:49 – Kim S. (Kim W., Ahn) |             |                                                                                |

| 2022. május 3. 19:00 | Szlovénia | 4–2 (1–0, 2–0, 1–2) | Litvánia | Hala Tivoli, Ljubljana Nézőszám: 2500 |

| Jegyzőkönyv | Jegyzőkönyv     | Jegyzőkönyv                       | Jegyzőkönyv    | Jegyzőkönyv                                                                               |
| --- | --------------- | --------------------------------- | -------------- | ----------------------------------------------------------------------------------------- |
| | Matija Pintarič | Kapusok                           | Mantas Armalis | Játékvezetők: Christoph Sternat Andrew Wilk Vonalbírók: Barna Kis-Király Frederic Monnaie |
| \| Verlič (Jeglič, Urbas) – 13:44 \| 1–0 \| \| \| Kuralt (Podlipnik, Tičar) – 21:07 \| 2–0 \| \| \| Tomaževič (Koblar, Maver) – 29:53 \| 3–0 \| \| \| Koblar (Maver, Podlipnik) – 52:59 \| 4–0 \| \| \| \| 4–1 \| 55:18 – Bendžius (Bosas) (PP) \| \| \| 4–2 \| 59:51 – Krakauskas (Kumeliauskas) \| |                 |                                   |                | Játékvezetők: Christoph Sternat Andrew Wilk Vonalbírók: Barna Kis-Király Frederic Monnaie |
| 6 perc | Büntetések      | 6 perc                            |                | Játékvezetők: Christoph Sternat Andrew Wilk Vonalbírók: Barna Kis-Király Frederic Monnaie |
| 48 | Lövések         | 20                                |                | Játékvezetők: Christoph Sternat Andrew Wilk Vonalbírók: Barna Kis-Király Frederic Monnaie |
| Verlič (Jeglič, Urbas) – 13:44 | 1–0             |                                   |                | Játékvezetők: Christoph Sternat Andrew Wilk Vonalbírók: Barna Kis-Király Frederic Monnaie |
| Kuralt (Podlipnik, Tičar) – 21:07 | 2–0             |                                   |                | Játékvezetők: Christoph Sternat Andrew Wilk Vonalbírók: Barna Kis-Király Frederic Monnaie |
| Tomaževič (Koblar, Maver) – 29:53 | 3–0             |                                   |                | Játékvezetők: Christoph Sternat Andrew Wilk Vonalbírók: Barna Kis-Király Frederic Monnaie |
| Koblar (Maver, Podlipnik) – 52:59 | 4–0             |                                   |                |                                                                                           |
| | 4–1             | 55:18 – Bendžius (Bosas) (PP)     |                |                                                                                           |
| | 4–2             | 59:51 – Krakauskas (Kumeliauskas) |                |                                                                                           |

| 2022. május 4. 15:30 | Litvánia | 1–2 (0–1, 1–1, 0–0) | Magyarország | Hala Tivoli, Ljubljana Nézőszám: 1500 |

| Jegyzőkönyv | Jegyzőkönyv    | Jegyzőkönyv             | Jegyzőkönyv  | Jegyzőkönyv                                                                          |
| --- | -------------- | ----------------------- | ------------ | ------------------------------------------------------------------------------------ |
| | Mantas Armalis | Kapusok                 | Miklós Rajna | Játékvezetők: Christoph Sternat Milan Zrnić Vonalbírók: David Nothegger Park Jun-soo |
| \| \| 0–1 \| 00:51 – Sebők (Kulmala) \| \| \| 0–2 \| 23:38 – Hári (PS) \| \| Ališauskas (Krakauskas, Čižas) – 27:03 \| 1–2 \| \| |                |                         |              | Játékvezetők: Christoph Sternat Milan Zrnić Vonalbírók: David Nothegger Park Jun-soo |
| 10 perc | Büntetések     | 10 perc                 |              | Játékvezetők: Christoph Sternat Milan Zrnić Vonalbírók: David Nothegger Park Jun-soo |
| 34 | Lövések        | 45                      |              | Játékvezetők: Christoph Sternat Milan Zrnić Vonalbírók: David Nothegger Park Jun-soo |
| | 0–1            | 00:51 – Sebők (Kulmala) |              | Játékvezetők: Christoph Sternat Milan Zrnić Vonalbírók: David Nothegger Park Jun-soo |
| | 0–2            | 23:38 – Hári (PS)       |              | Játékvezetők: Christoph Sternat Milan Zrnić Vonalbírók: David Nothegger Park Jun-soo |
| Ališauskas (Krakauskas, Čižas) – 27:03                                                                                           | 1–2            |                         |              | Játékvezetők: Christoph Sternat Milan Zrnić Vonalbírók: David Nothegger Park Jun-soo |

| 2022. május 4. 19:00 | Románia | 1–9 (1–1, 0–6, 0–2) | Szlovénia | Hala Tivoli, Ljubljana Nézőszám: 2000 |

| Jegyzőkönyv | Jegyzőkönyv             | Jegyzőkönyv                               | Jegyzőkönyv                    | Jegyzőkönyv                                                                            |
| --- | ----------------------- | ----------------------------------------- | ------------------------------ | -------------------------------------------------------------------------------------- |
| | Patrik Polc Tőke Zoltán | Kapusok                                   | Gašper Krošelj Matija Pintarič | Játékvezetők: Mikael Holm Trpimir Piragić Vonalbírók: Kis-Király Barna Joep Leermakers |
| \| \| 0–1 \| 09:00 – Jeglič (Ograjenšek, Urbas) (PP) \| \| Skachkov (Péter, Borysenko) (PP) – 11:01 \| 1–1 \| \| \| \| 1–2 \| 23:02 – Verlič (Urbas, Jeglič) \| \| \| 1–3 \| 24:18 – Jeglič (Urbas, Pretnar) \| \| \| 1–4 \| 32:56 – Ograjenšek (Jeglič, Gregorc) (PP) \| \| \| 1–5 \| 35:33 – Maver (Tomaževič, Gregorc) \| \| \| 1–6 \| 39:03 – Verlič (Urbas, Jeglič) \| \| \| 1–7 \| 40:00 – Čimžar (Ograjenšek) \| \| \| 1–8 \| 44:00 – Tičar (PS) \| \| \| 1–9 \| 50:19 – Verlič (Pretnar, Urbas) \| |                         |                                           |                                | Játékvezetők: Mikael Holm Trpimir Piragić Vonalbírók: Kis-Király Barna Joep Leermakers |
| 4 perc | Büntetések              | 2 perc                                    |                                | Játékvezetők: Mikael Holm Trpimir Piragić Vonalbírók: Kis-Király Barna Joep Leermakers |
| 15 | Lövések                 | 45                                        |                                | Játékvezetők: Mikael Holm Trpimir Piragić Vonalbírók: Kis-Király Barna Joep Leermakers |
| | 0–1                     | 09:00 – Jeglič (Ograjenšek, Urbas) (PP)   |                                | Játékvezetők: Mikael Holm Trpimir Piragić Vonalbírók: Kis-Király Barna Joep Leermakers |
| Skachkov (Péter, Borysenko) (PP) – 11:01 | 1–1                     |                                           |                                | Játékvezetők: Mikael Holm Trpimir Piragić Vonalbírók: Kis-Király Barna Joep Leermakers |
| | 1–2                     | 23:02 – Verlič (Urbas, Jeglič)            |                                | Játékvezetők: Mikael Holm Trpimir Piragić Vonalbírók: Kis-Király Barna Joep Leermakers |
| | 1–3                     | 24:18 – Jeglič (Urbas, Pretnar)           |                                |                                                                                        |
| | 1–4                     | 32:56 – Ograjenšek (Jeglič, Gregorc) (PP) |                                |                                                                                        |
| | 1–5                     | 35:33 – Maver (Tomaževič, Gregorc)        |                                |                                                                                        |
| | 1–6                     | 39:03 – Verlič (Urbas, Jeglič)            |                                |                                                                                        |
| | 1–7                     | 40:00 – Čimžar (Ograjenšek)               |                                |                                                                                        |
| | 1–8                     | 44:00 – Tičar (PS)                        |                                |                                                                                        |
| | 1–9                     | 50:19 – Verlič (Pretnar, Urbas)           |                                |                                                                                        |

| 2022. május 5. 15:30 | Románia | 1–4 (0–0, 1–2, 0–2) | Dél-Korea | Hala Tivoli, Ljubljana Nézőszám: 1000 |

| Jegyzőkönyv | Jegyzőkönyv | Jegyzőkönyv                    | Jegyzőkönyv | Jegyzőkönyv                                                                     |
| --- | ----------- | ------------------------------ | ----------- | ------------------------------------------------------------------------------- |
| | Tőke Zoltán | Kapusok                        | Matt Dalton | Játékvezetők: Liam Sewell Andrew Wilk Vonalbírók: Frederic Monnaie Park Jun-soo |
| \| \| 0–1 \| 21:41 – Kim W. (Jeon) (PP) \| \| \| 0–2 \| 25:48 – Jeon (Kim W., Kang Y.) \| \| Zagidullin (Skachkov, Borysenko) (PP) – 38:64 \| 1–2 \| \| \| \| 1–3 \| 45:46 – Kang M. (Lee M., Jeon) \| \| \| 1–4 \| 58:36 – Jeon (Kang Y.) (EN) \| |             |                                |             | Játékvezetők: Liam Sewell Andrew Wilk Vonalbírók: Frederic Monnaie Park Jun-soo |
| 4 perc | Büntetések  | 12 perc                        |             | Játékvezetők: Liam Sewell Andrew Wilk Vonalbírók: Frederic Monnaie Park Jun-soo |
| 29 | Lövések     | 30                             |             | Játékvezetők: Liam Sewell Andrew Wilk Vonalbírók: Frederic Monnaie Park Jun-soo |
| | 0–1         | 21:41 – Kim W. (Jeon) (PP)     |             | Játékvezetők: Liam Sewell Andrew Wilk Vonalbírók: Frederic Monnaie Park Jun-soo |
| | 0–2         | 25:48 – Jeon (Kim W., Kang Y.) |             | Játékvezetők: Liam Sewell Andrew Wilk Vonalbírók: Frederic Monnaie Park Jun-soo |
| Zagidullin (Skachkov, Borysenko) (PP) – 38:64 | 1–2         |                                |             | Játékvezetők: Liam Sewell Andrew Wilk Vonalbírók: Frederic Monnaie Park Jun-soo |
| | 1–3         | 45:46 – Kang M. (Lee M., Jeon) |             |                                                                                 |
| | 1–4         | 58:36 – Jeon (Kang Y.) (EN)    |             |                                                                                 |

| 2022. május 6. 15:30 | Dél-Korea | 3–5 (1–2, 1–1, 1–2) | Litvánia | Hala Tivoli, Ljubljana Nézőszám: 500 |

| Jegyzőkönyv | Jegyzőkönyv | Jegyzőkönyv                                | Jegyzőkönyv    | Jegyzőkönyv                                                                     |
| --- | ----------- | ------------------------------------------ | -------------- | ------------------------------------------------------------------------------- |
| | Matt Dalton | Kapusok                                    | Mantas Armalis | Játékvezetők: Andrew Wilk Milan Zrnić Vonalbírók: Frederic Monnaie Gašper Zgonc |
| \| \| 0–1 \| 10:35 – Bosas (Jasinevičius, Čižas) (PP) \| \| Jeon (Lee C., Kim W.) (PP) – 12:12 \| 1–1 \| \| \| \| 1–2 \| 16:54 – Krakauskas (PS) \| \| Lee C. (Shin, Kim S.) (PP2) – 28:56 \| 2–2 \| \| \| \| 2–3 \| 39:32 – Krakauskas (Noreika, Grinius) (PP) \| \| \| 2–4 \| 52:34 – Noreika (Grinius, Krakauskas) (PP) \| \| \| 2–5 \| 57:11 – Čižas (Ališauskas) (SH, EN) \| \| Lee Jo. (Shin, Kim W.) (PP) – 58:19 \| 3–5 \| \| |             |                                            |                | Játékvezetők: Andrew Wilk Milan Zrnić Vonalbírók: Frederic Monnaie Gašper Zgonc |
| 14 perc | Büntetések  | 8 perc                                     |                | Játékvezetők: Andrew Wilk Milan Zrnić Vonalbírók: Frederic Monnaie Gašper Zgonc |
| 26 | Lövések     | 40                                         |                | Játékvezetők: Andrew Wilk Milan Zrnić Vonalbírók: Frederic Monnaie Gašper Zgonc |
| | 0–1         | 10:35 – Bosas (Jasinevičius, Čižas) (PP)   |                | Játékvezetők: Andrew Wilk Milan Zrnić Vonalbírók: Frederic Monnaie Gašper Zgonc |
| Jeon (Lee C., Kim W.) (PP) – 12:12 | 1–1         |                                            |                | Játékvezetők: Andrew Wilk Milan Zrnić Vonalbírók: Frederic Monnaie Gašper Zgonc |
| | 1–2         | 16:54 – Krakauskas (PS)                    |                | Játékvezetők: Andrew Wilk Milan Zrnić Vonalbírók: Frederic Monnaie Gašper Zgonc |
| Lee C. (Shin, Kim S.) (PP2) – 28:56 | 2–2         |                                            |                |                                                                                 |
| | 2–3         | 39:32 – Krakauskas (Noreika, Grinius) (PP) |                |                                                                                 |
| | 2–4         | 52:34 – Noreika (Grinius, Krakauskas) (PP) |                |                                                                                 |
| | 2–5         | 57:11 – Čižas (Ališauskas) (SH, EN)        |                |                                                                                 |
| Lee Jo. (Shin, Kim W.) (PP) – 58:19 | 3–5         |                                            |                |                                                                                 |

| 2022. május 6. 19:00 | Szlovénia | 5–1 (1–1, 2–0, 2–0) | Magyarország | Hala Tivoli, Ljubljana Nézőszám: 4200 |

| Jegyzőkönyv | Jegyzőkönyv    | Jegyzőkönyv                    | Jegyzőkönyv  | Jegyzőkönyv                                                                           |
| --- | -------------- | ------------------------------ | ------------ | ------------------------------------------------------------------------------------- |
| | Gašper Krošelj | Kapusok                        | Miklós Rajna | Játékvezetők: Mikael Holm Trpimir Piragić Vonalbírók: Joep Leermakers David Nothegger |
| \| Jeglič (Urbas, Gregorc) – 00:31 \| 1–0 \| \| \| \| 1–1 \| 15:06 – Erdély (Terbócs, Nagy) \| \| Sabolič (Tičar, Robar) – 26:45 \| 2–1 \| \| \| Pance – 26:50 \| 3–1 \| \| \| Sabolič (Maver) (PP) – 57:20 \| 4–1 \| \| \| Ograjenšek (Verlič) (PP) – 57:29 \| 5–1 \| \| |                |                                |              | Játékvezetők: Mikael Holm Trpimir Piragić Vonalbírók: Joep Leermakers David Nothegger |
| 4 perc | Büntetések     | 14 perc                        |              | Játékvezetők: Mikael Holm Trpimir Piragić Vonalbírók: Joep Leermakers David Nothegger |
| 40 | Lövések        | 18                             |              | Játékvezetők: Mikael Holm Trpimir Piragić Vonalbírók: Joep Leermakers David Nothegger |
| Jeglič (Urbas, Gregorc) – 00:31 | 1–0            |                                |              | Játékvezetők: Mikael Holm Trpimir Piragić Vonalbírók: Joep Leermakers David Nothegger |
| | 1–1            | 15:06 – Erdély (Terbócs, Nagy) |              | Játékvezetők: Mikael Holm Trpimir Piragić Vonalbírók: Joep Leermakers David Nothegger |
| Sabolič (Tičar, Robar) – 26:45 | 2–1            |                                |              | Játékvezetők: Mikael Holm Trpimir Piragić Vonalbírók: Joep Leermakers David Nothegger |
| Pance – 26:50 | 3–1            |                                |              |                                                                                       |
| Sabolič (Maver) (PP) – 57:20 | 4–1            |                                |              |                                                                                       |
| Ograjenšek (Verlič) (PP) – 57:29 | 5–1            |                                |              |                                                                                       |

| 2022. május 7. 15:30 | Litvánia | 5–4 (0–2, 3–1, 2–1) | Románia | Hala Tivoli, Ljubljana Nézőszám: 1000 |

| Jegyzőkönyv | Jegyzőkönyv    | Jegyzőkönyv                                 | Jegyzőkönyv | Jegyzőkönyv                                                                           |
| --- | -------------- | ------------------------------------------- | ----------- | ------------------------------------------------------------------------------------- |
| | Mantas Armalis | Kapusok                                     | Patrik Polc | Játékvezetők: Christoph Sternat Milan Zrnić Vonalbírók: Kis-Király Barna Gašper Zgonc |
| \| \| 0–1 \| 03:49 – Skachkov (Bors, Zagidullin) \| \| \| 0–2 \| 10:59 – Részegh (Péter, Ferencz-Csibi) (SH) \| \| Noreika – 31:10 \| 1–2 \| \| \| Jasinevičius (Kumeliauskas) – 33:40 \| 2–2 \| \| \| \| 2–3 \| 36:47 – Molnár (Részegh) (PP) \| \| Kumeliauskas (Čižas, Gintautas) (PP) – 38:14 \| 3–3 \| \| \| Krakauskas (Kaleinikovas, Gusevas) – 43:35 \| 4–3 \| \| \| Gintautas (Četvertak) – 45:24 \| 5–3 \| \| \| \| 5–4 \| 50:07 – Sz. Rokaly (Részegh, Yemelianenko) \| |                |                                             |             | Játékvezetők: Christoph Sternat Milan Zrnić Vonalbírók: Kis-Király Barna Gašper Zgonc |
| 8 perc | Büntetések     | 12 perc                                     |             | Játékvezetők: Christoph Sternat Milan Zrnić Vonalbírók: Kis-Király Barna Gašper Zgonc |
| 34 | Lövések        | 21                                          |             | Játékvezetők: Christoph Sternat Milan Zrnić Vonalbírók: Kis-Király Barna Gašper Zgonc |
| | 0–1            | 03:49 – Skachkov (Bors, Zagidullin)         |             | Játékvezetők: Christoph Sternat Milan Zrnić Vonalbírók: Kis-Király Barna Gašper Zgonc |
| | 0–2            | 10:59 – Részegh (Péter, Ferencz-Csibi) (SH) |             | Játékvezetők: Christoph Sternat Milan Zrnić Vonalbírók: Kis-Király Barna Gašper Zgonc |
| Noreika – 31:10 | 1–2            |                                             |             | Játékvezetők: Christoph Sternat Milan Zrnić Vonalbírók: Kis-Király Barna Gašper Zgonc |
| Jasinevičius (Kumeliauskas) – 33:40 | 2–2            |                                             |             |                                                                                       |
| | 2–3            | 36:47 – Molnár (Részegh) (PP)               |             |                                                                                       |
| Kumeliauskas (Čižas, Gintautas) (PP) – 38:14 | 3–3            |                                             |             |                                                                                       |
| Krakauskas (Kaleinikovas, Gusevas) – 43:35 | 4–3            |                                             |             |                                                                                       |
| Gintautas (Četvertak) – 45:24 | 5–3            |                                             |             |                                                                                       |
| | 5–4            | 50:07 – Sz. Rokaly (Részegh, Yemelianenko)  |             |                                                                                       |

| 2022. május 8. 15:30 | Magyarország | 4–2 (2–0, 1–2, 1–0) | Románia | Hala Tivoli, Ljubljana Nézőszám: 2500 |

| Jegyzőkönyv | Jegyzőkönyv  | Jegyzőkönyv                                  | Jegyzőkönyv | Jegyzőkönyv                                                                     |
| --- | ------------ | -------------------------------------------- | ----------- | ------------------------------------------------------------------------------- |
| | Miklós Rajna | Kapusok                                      | Zoltán Tőke | Játékvezetők: Trpimir Piragić Liam Sewell Vonalbírók: Park Jun-soo Gašper Zgonc |
| \| Nagy (Szirányi, Terbócs) – 08:26 \| 1–0 \| \| \| Magosi (Sebők) – 12:47 \| 2–0 \| \| \| \| 2–1 \| 20:30 – Gliga (Skachkov, Farkas) \| \| \| 2–2 \| 27:49 – Ferencz-Csibi (Zagidullin, Skachkov) \| \| Kulmala (Magosi, Pozsgai) – 29:05 \| 3–2 \| \| \| Sofron (Hári, Fejes) (PP) – 56:59 \| 4–2 \| \| |              |                                              |             | Játékvezetők: Trpimir Piragić Liam Sewell Vonalbírók: Park Jun-soo Gašper Zgonc |
| 4 perc | Büntetések   | 10 perc                                      |             | Játékvezetők: Trpimir Piragić Liam Sewell Vonalbírók: Park Jun-soo Gašper Zgonc |
| 32 | Lövések      | 19                                           |             | Játékvezetők: Trpimir Piragić Liam Sewell Vonalbírók: Park Jun-soo Gašper Zgonc |
| Nagy (Szirányi, Terbócs) – 08:26 | 1–0          |                                              |             | Játékvezetők: Trpimir Piragić Liam Sewell Vonalbírók: Park Jun-soo Gašper Zgonc |
| Magosi (Sebők) – 12:47 | 2–0          |                                              |             | Játékvezetők: Trpimir Piragić Liam Sewell Vonalbírók: Park Jun-soo Gašper Zgonc |
| | 2–1          | 20:30 – Gliga (Skachkov, Farkas)             |             | Játékvezetők: Trpimir Piragić Liam Sewell Vonalbírók: Park Jun-soo Gašper Zgonc |
| | 2–2          | 27:49 – Ferencz-Csibi (Zagidullin, Skachkov) |             |                                                                                 |
| Kulmala (Magosi, Pozsgai) – 29:05 | 3–2          |                                              |             |                                                                                 |
| Sofron (Hári, Fejes) (PP) – 56:59 | 4–2          |                                              |             |                                                                                 |

| 2022. május 8. 19:00 | Dél-Korea | 1–4 (0–2, 0–1, 1–1) | Szlovénia | Hala Tivoli, Ljubljana Nézőszám: 4000 |

| Jegyzőkönyv | Jegyzőkönyv | Jegyzőkönyv                          | Jegyzőkönyv    | Jegyzőkönyv                                                                              |
| --- | ----------- | ------------------------------------ | -------------- | ---------------------------------------------------------------------------------------- |
| | Matt Dalton | Kapusok                              | Gašper Krošelj | Játékvezetők: Christoph Sternat Andrew Wilk Vonalbírók: Frederic Monnaie David Nothegger |
| \| \| 0–1 \| 05:54 – Robar (Tičar, Maver) (PP) \| \| \| 0–2 \| 11:26 – Sabolič (Tičar, Kuralt) (PP) \| \| \| 0–3 \| 35:35 – Sabolič (Tičar, Kuralt) \| \| \| 0–4 \| 50:52 – Tičar \| \| Lee Jo. (Song, Lee C.) – 55:23 \| 1–4 \| \| |             |                                      |                | Játékvezetők: Christoph Sternat Andrew Wilk Vonalbírók: Frederic Monnaie David Nothegger |
| 12 perc | Büntetések  | 6 perc                               |                | Játékvezetők: Christoph Sternat Andrew Wilk Vonalbírók: Frederic Monnaie David Nothegger |
| 13 | Lövések     | 29                                   |                | Játékvezetők: Christoph Sternat Andrew Wilk Vonalbírók: Frederic Monnaie David Nothegger |
| | 0–1         | 05:54 – Robar (Tičar, Maver) (PP)    |                | Játékvezetők: Christoph Sternat Andrew Wilk Vonalbírók: Frederic Monnaie David Nothegger |
| | 0–2         | 11:26 – Sabolič (Tičar, Kuralt) (PP) |                | Játékvezetők: Christoph Sternat Andrew Wilk Vonalbírók: Frederic Monnaie David Nothegger |
| | 0–3         | 35:35 – Sabolič (Tičar, Kuralt)      |                | Játékvezetők: Christoph Sternat Andrew Wilk Vonalbírók: Frederic Monnaie David Nothegger |
| | 0–4         | 50:52 – Tičar                        |                |                                                                                          |
| Lee Jo. (Song, Lee C.) – 55:23 | 1–4         |                                      |                |                                                                                          |

## B csoport

### Résztvevők
| Csapat        | Kvalifikáció                                      |
| ------------- | ------------------------------------------------- |
| Lengyelország | Rendező, a 2019-es divízió I/B 2. helyezettje.    |
| Japán         | A 2019-es divízió I/B 3. helyezettje.             |
| Észtország    | A 2019-es divízió I/B 4. helyezettje.             |
| Ukrajna       | A 2019-es divízió I/B 5. helyezettje.             |
| Szerbia       | A 2019-es divízió II/A 1. helyezettje, feljutott. |

### Tabella
| Hely. | Csapat            | M | Gy | HGy | HV | V | G+ | G– | Gk  | P  | Továbbjutás vagy kiesés    |
| ----- | ----------------- | - | -- | --- | -- | - | -- | -- | --- | -- | -------------------------- |
| 1.    | Lengyelország (R) | 4 | 3  | 1   | 0  | 0 | 18 | 4  | +14 | 11 | Feljutott a divízió I A-ba |
| 2.    | Japán             | 4 | 3  | 0   | 0  | 1 | 23 | 9  | +14 | 9  |                            |
| 3.    | Ukrajna           | 4 | 2  | 0   | 1  | 1 | 19 | 11 | +8  | 7  |                            |
| 4.    | Észtország        | 4 | 1  | 0   | 0  | 3 | 9  | 20 | −11 | 3  |                            |
| 5.    | Szerbia           | 4 | 0  | 0   | 0  | 4 | 4  | 29 | −25 | 0  | Kiesett a divízió II A-ba  |

### Mérkőzések
A mérkőzések kezdési időpontjai helyi idő szerint (UTC+2) értendők.
| 2022. április 26. 16:30 | Szerbia | 0–8 (0–2, 0–5, 0–1) | Japán | Stadion Zimowy w Tychach, Tychy Nézőszám: 158 |

| Jegyzőkönyv | Jegyzőkönyv       | Jegyzőkönyv                                  | Jegyzőkönyv   | Jegyzőkönyv                                                                           |
| --- | ----------------- | -------------------------------------------- | ------------- | ------------------------------------------------------------------------------------- |
| | Arsenije Ranković | Kapusok                                      | Yuta Narisawa | Játékvezetők: Michał Baca Rencz Dániel Vonalbírók: Sergii Kharaberyush Rafał Noworyta |
| \| \| 0–1 \| 05:13 – Nakayashiki (Minoshima, Suzuki) (PP) \| \| \| 0–2 \| 06:00 – Furuhashi (Miura, Sato) \| \| \| 0–3 \| 24:28 – Hirano (Nakajima, Osawa) (PP) \| \| \| 0–4 \| 29:54 – Hirano (Denis, Hitosato) (PP) \| \| \| 0–5 \| 30:06 – Furuhashi \| \| \| 0–6 \| 37:47 – Irikura (Sato, Denis) \| \| \| 0–7 \| 38:43 – Hirano (Nakajima, Minoshima) \| \| \| 0–8 \| 49:44 – Suzuki (Miura, Furuhashi) \| |                   |                                              |               | Játékvezetők: Michał Baca Rencz Dániel Vonalbírók: Sergii Kharaberyush Rafał Noworyta |
| 6 perc | Büntetések        | 6 perc                                       |               | Játékvezetők: Michał Baca Rencz Dániel Vonalbírók: Sergii Kharaberyush Rafał Noworyta |
| 16 | Lövések           | 53                                           |               | Játékvezetők: Michał Baca Rencz Dániel Vonalbírók: Sergii Kharaberyush Rafał Noworyta |
| | 0–1               | 05:13 – Nakayashiki (Minoshima, Suzuki) (PP) |               | Játékvezetők: Michał Baca Rencz Dániel Vonalbírók: Sergii Kharaberyush Rafał Noworyta |
| | 0–2               | 06:00 – Furuhashi (Miura, Sato)              |               | Játékvezetők: Michał Baca Rencz Dániel Vonalbírók: Sergii Kharaberyush Rafał Noworyta |
| | 0–3               | 24:28 – Hirano (Nakajima, Osawa) (PP)        |               | Játékvezetők: Michał Baca Rencz Dániel Vonalbírók: Sergii Kharaberyush Rafał Noworyta |
| | 0–4               | 29:54 – Hirano (Denis, Hitosato) (PP)        |               |                                                                                       |
| | 0–5               | 30:06 – Furuhashi                            |               |                                                                                       |
| | 0–6               | 37:47 – Irikura (Sato, Denis)                |               |                                                                                       |
| | 0–7               | 38:43 – Hirano (Nakajima, Minoshima)         |               |                                                                                       |
| | 0–8               | 49:44 – Suzuki (Miura, Furuhashi)            |               |                                                                                       |

| 2022. április 26. 20:00 | Lengyelország | 3–0 (1–0, 1–0, 1–0) | Észtország | Stadion Zimowy w Tychach, Tychy Nézőszám: 808 |

| Jegyzőkönyv | Jegyzőkönyv | Jegyzőkönyv | Jegyzőkönyv           | Jegyzőkönyv                                                                       |
| --- | ----------- | ----------- | --------------------- | --------------------------------------------------------------------------------- |
| | John Murray | Kapusok     | Villem-Henrik Koitmaa | Játékvezetők: Stefan Hurlimann Andrii Kicha Vonalbírók: Daniel Konc Agris Ozoliņš |
| \| Wałęga – 12:54 \| 1–0 \| \| \| Zygmunt (Wronka, Paś) – 29:51 \| 2–0 \| \| \| Komorski (Wajda, Jeziorski) – 45:53 \| 3–0 \| \| |             |             |                       | Játékvezetők: Stefan Hurlimann Andrii Kicha Vonalbírók: Daniel Konc Agris Ozoliņš |
| 10 perc | Büntetések  | 4 perc      |                       | Játékvezetők: Stefan Hurlimann Andrii Kicha Vonalbírók: Daniel Konc Agris Ozoliņš |
| 27 | Lövések     | 36          |                       | Játékvezetők: Stefan Hurlimann Andrii Kicha Vonalbírók: Daniel Konc Agris Ozoliņš |
| Wałęga – 12:54 | 1–0         |             |                       | Játékvezetők: Stefan Hurlimann Andrii Kicha Vonalbírók: Daniel Konc Agris Ozoliņš |
| Zygmunt (Wronka, Paś) – 29:51 | 2–0         |             |                       | Játékvezetők: Stefan Hurlimann Andrii Kicha Vonalbírók: Daniel Konc Agris Ozoliņš |
| Komorski (Wajda, Jeziorski) – 45:53                                                                                              | 3–0         |             |                       | Játékvezetők: Stefan Hurlimann Andrii Kicha Vonalbírók: Daniel Konc Agris Ozoliņš |

| 2022. április 27. 16:30 | Ukrajna | 7–0 (2–0, 3–0, 2–0) | Szerbia | Stadion Zimowy w Tychach, Tychy Nézőszám: 328 |

| Jegyzőkönyv | Jegyzőkönyv      | Jegyzőkönyv | Jegyzőkönyv       | Jegyzőkönyv                                                                       |
| --- | ---------------- | ----------- | ----------------- | --------------------------------------------------------------------------------- |
| | Dmytro Kubrytsky | Kapusok     | Arsenije Ranković | Játékvezetők: Geoffrey Barcelo Turo Virta Vonalbírók: Mateusz Bucki Gregor Miklič |
| \| Peresunko (Mikhnov, Blagoy) (PP) – 01:24 \| 1–0 \| \| \| Peresunko (Mikhnov, Pangelov-Yuldashev) – 10:51 \| 2–0 \| \| \| Mazur (Matusevych, Mikhnov) – 23:30 \| 3–0 \| \| \| Mazur (Pangelov-Yuldashev, Mikhnov) (PP) – 29:00 \| 4–0 \| \| \| Nimenko (Blagoy, Andreykiv) – 33:10 \| 5–0 \| \| \| Morozov (Vorona, Andreykiv) (SH) – 48:24 \| 6–0 \| \| \| Lyalka (Fadyeyev, Korenchuk) – 50:39 \| 7–0 \| \| |                  |             |                   | Játékvezetők: Geoffrey Barcelo Turo Virta Vonalbírók: Mateusz Bucki Gregor Miklič |
| 6 perc | Büntetések       | 12 perc     |                   | Játékvezetők: Geoffrey Barcelo Turo Virta Vonalbírók: Mateusz Bucki Gregor Miklič |
| 52 | Lövések          | 13          |                   | Játékvezetők: Geoffrey Barcelo Turo Virta Vonalbírók: Mateusz Bucki Gregor Miklič |
| Peresunko (Mikhnov, Blagoy) (PP) – 01:24 | 1–0              |             |                   | Játékvezetők: Geoffrey Barcelo Turo Virta Vonalbírók: Mateusz Bucki Gregor Miklič |
| Peresunko (Mikhnov, Pangelov-Yuldashev) – 10:51 | 2–0              |             |                   | Játékvezetők: Geoffrey Barcelo Turo Virta Vonalbírók: Mateusz Bucki Gregor Miklič |
| Mazur (Matusevych, Mikhnov) – 23:30 | 3–0              |             |                   | Játékvezetők: Geoffrey Barcelo Turo Virta Vonalbírók: Mateusz Bucki Gregor Miklič |
| Mazur (Pangelov-Yuldashev, Mikhnov) (PP) – 29:00 | 4–0              |             |                   |                                                                                   |
| Nimenko (Blagoy, Andreykiv) – 33:10 | 5–0              |             |                   |                                                                                   |
| Morozov (Vorona, Andreykiv) (SH) – 48:24 | 6–0              |             |                   |                                                                                   |
| Lyalka (Fadyeyev, Korenchuk) – 50:39 | 7–0              |             |                   |                                                                                   |

| 2022. április 28. 16:30 | Japán | 7–5 (4–2, 1–3, 2–0) | Észtország | Stadion Zimowy w Tychach, Tychy Nézőszám: 264 |

| Jegyzőkönyv | Jegyzőkönyv   | Jegyzőkönyv                            | Jegyzőkönyv           | Jegyzőkönyv                                                                         |
| --- | ------------- | -------------------------------------- | --------------------- | ----------------------------------------------------------------------------------- |
| | Yuta Narisawa | Kapusok                                | Villem-Henrik Koitmaa | Játékvezetők: Michał Baca Stefan Hurlimann Vonalbírók: Mateusz Bucki Rafał Noworyta |
| \| K. Otsu (Ishida) – 03:19 \| 1–0 \| \| \| \| 1–1 \| 06:04 – Vasjonkin (Sibirtsev, Ossipov) \| \| Halliday (Hitosato, Nakajima) – 09:44 \| 2–1 \| \| \| Hitosato (Hirano, Nakajima) – 12:47 \| 3–1 \| \| \| Irikura (Kimura) – 14:08 \| 4–1 \| \| \| \| 4–2 \| 19:49 – Rooba (Kombe, Kulintsev) \| \| \| 4–3 \| 20:42 – Rooba (Slessarevski, Kombe) \| \| Y. Otsu (Hirano, Hitosato) – 26:43 \| 5–3 \| \| \| \| 5–4 \| 28:28 – Kerna \| \| \| 5–5 \| 36:54 – Rooba (Arrak) \| \| Hirano (Nakajima, Y. Otsu) – 45:45 \| 6–5 \| \| \| Hirano – 55:07 \| 7–5 \| \| |               |                                        |                       | Játékvezetők: Michał Baca Stefan Hurlimann Vonalbírók: Mateusz Bucki Rafał Noworyta |
| 6 perc | Büntetések    | 6 perc                                 |                       | Játékvezetők: Michał Baca Stefan Hurlimann Vonalbírók: Mateusz Bucki Rafał Noworyta |
| 40 | Lövések       | 29                                     |                       | Játékvezetők: Michał Baca Stefan Hurlimann Vonalbírók: Mateusz Bucki Rafał Noworyta |
| K. Otsu (Ishida) – 03:19 | 1–0           |                                        |                       | Játékvezetők: Michał Baca Stefan Hurlimann Vonalbírók: Mateusz Bucki Rafał Noworyta |
| | 1–1           | 06:04 – Vasjonkin (Sibirtsev, Ossipov) |                       | Játékvezetők: Michał Baca Stefan Hurlimann Vonalbírók: Mateusz Bucki Rafał Noworyta |
| Halliday (Hitosato, Nakajima) – 09:44 | 2–1           |                                        |                       | Játékvezetők: Michał Baca Stefan Hurlimann Vonalbírók: Mateusz Bucki Rafał Noworyta |
| Hitosato (Hirano, Nakajima) – 12:47 | 3–1           |                                        |                       |                                                                                     |
| Irikura (Kimura) – 14:08 | 4–1           |                                        |                       |                                                                                     |
| | 4–2           | 19:49 – Rooba (Kombe, Kulintsev)       |                       |                                                                                     |
| | 4–3           | 20:42 – Rooba (Slessarevski, Kombe)    |                       |                                                                                     |
| Y. Otsu (Hirano, Hitosato) – 26:43 | 5–3           |                                        |                       |                                                                                     |
| | 5–4           | 28:28 – Kerna                          |                       |                                                                                     |
| | 5–5           | 36:54 – Rooba (Arrak)                  |                       |                                                                                     |
| Hirano (Nakajima, Y. Otsu) – 45:45 | 6–5           |                                        |                       |                                                                                     |
| Hirano – 55:07 | 7–5           |                                        |                       |                                                                                     |

| 2022. április 28. 20:00 | Ukrajna | 2–3 (sz.) (1–2, 0–0, 1–0) (h.u.: 0–0) (sz.: 0–1) | Lengyelország | Stadion Zimowy w Tychach, Tychy Nézőszám: 1930 |

| Jegyzőkönyv | Jegyzőkönyv     | Jegyzőkönyv                           | Jegyzőkönyv | Jegyzőkönyv                                                                   |
| --- | --------------- | ------------------------------------- | ----------- | ----------------------------------------------------------------------------- |
| | Sergi Pysarenko | Kapusok                               | John Murray | Játékvezetők: Rencz Dániel Turo Virta Vonalbírók: Gregor Miklič Agris Ozoliņš |
| \| \| 0–1 \| 12:01 – Paś (Zygmunt, Bryk) \| \| Fadyeyev (Merezhko, Lyalka) (PP2) – 15:15 \| 1–1 \| \| \| \| 1–2 \| 17:56 – Paś (Wronka, Ciura) \| \| Simchuk – 44:38 \| 2–2 \| \| |                 |                                       |             | Játékvezetők: Rencz Dániel Turo Virta Vonalbírók: Gregor Miklič Agris Ozoliņš |
| Peresunko Simchuk Lyalka Blagy Mikhnov | Szétlövés       | Komorski Wałęga Bukowski Łyszczarczyk |             | Játékvezetők: Rencz Dániel Turo Virta Vonalbírók: Gregor Miklič Agris Ozoliņš |
| 10 perc | Büntetések      | 10 perc                               |             | Játékvezetők: Rencz Dániel Turo Virta Vonalbírók: Gregor Miklič Agris Ozoliņš |
| 33 | Lövések         | 31                                    |             | Játékvezetők: Rencz Dániel Turo Virta Vonalbírók: Gregor Miklič Agris Ozoliņš |
| | 0–1             | 12:01 – Paś (Zygmunt, Bryk)           |             | Játékvezetők: Rencz Dániel Turo Virta Vonalbírók: Gregor Miklič Agris Ozoliņš |
| Fadyeyev (Merezhko, Lyalka) (PP2) – 15:15 | 1–1             |                                       |             | Játékvezetők: Rencz Dániel Turo Virta Vonalbírók: Gregor Miklič Agris Ozoliņš |
| | 1–2             | 17:56 – Paś (Wronka, Ciura)           |             |                                                                               |
| Simchuk – 44:38 | 2–2             |                                       |             |                                                                               |

| 2022. április 29. 20:00 | Szerbia | 2–10 (1–3, 0–3, 1–4) | Lengyelország | Stadion Zimowy w Tychach, Tychy Nézőszám: 1420 |

| Jegyzőkönyv | Jegyzőkönyv                   | Jegyzőkönyv                                  | Jegyzőkönyv     | Jegyzőkönyv                                                                             |
| --- | ----------------------------- | -------------------------------------------- | --------------- | --------------------------------------------------------------------------------------- |
| | Arsenije Ranković Neil Beaton | Kapusok                                      | David Zabolotny | Játékvezetők: Geoffrey Barcelo Andrii Kicha Vonalbírók: Sergii Kharaberyush Daniel Konc |
| \| \| 0–1 \| 01:34 – Łyszczarczyk (Komorski) \| \| \| 0–2 \| 06:44 – Paś (Wronka, Zygmunt) \| \| Dumić (Dragović, Popović) – 11:16 \| 1–2 \| \| \| \| 1–3 \| 17:36 – Komorski (Wałęga, Łyszczarczyk) (PP) \| \| \| 1–4 \| 29:05 – Michalski (Gościński, Jaśkiewicz) \| \| \| 1–5 \| 36:03 – Dziubiński (Łyszczarczyk) \| \| \| 1–6 \| 38:44 – Komorski (Łyszczarczyk, Kruczek) \| \| \| 1–7 \| 42:39 – Komorski (Łyszczarczyk) \| \| Dumić (Popović, Dragović) – 43:18 \| 2–7 \| \| \| \| 2–8 \| 51:31 – Dziubiński (Komorski, Łyszczarczyk) \| \| \| 2–9 \| 51:38 – Wałęga (Jeziorski, Bukowski) \| \| \| 2–10 \| 55:58 – Dziubiński (Łyszczarczyk) \| |                               |                                              |                 | Játékvezetők: Geoffrey Barcelo Andrii Kicha Vonalbírók: Sergii Kharaberyush Daniel Konc |
| 12 perc | Büntetések                    | 4 perc                                       |                 | Játékvezetők: Geoffrey Barcelo Andrii Kicha Vonalbírók: Sergii Kharaberyush Daniel Konc |
| 17 | Lövések                       | 65                                           |                 | Játékvezetők: Geoffrey Barcelo Andrii Kicha Vonalbírók: Sergii Kharaberyush Daniel Konc |
| | 0–1                           | 01:34 – Łyszczarczyk (Komorski)              |                 | Játékvezetők: Geoffrey Barcelo Andrii Kicha Vonalbírók: Sergii Kharaberyush Daniel Konc |
| | 0–2                           | 06:44 – Paś (Wronka, Zygmunt)                |                 | Játékvezetők: Geoffrey Barcelo Andrii Kicha Vonalbírók: Sergii Kharaberyush Daniel Konc |
| Dumić (Dragović, Popović) – 11:16 | 1–2                           |                                              |                 | Játékvezetők: Geoffrey Barcelo Andrii Kicha Vonalbírók: Sergii Kharaberyush Daniel Konc |
| | 1–3                           | 17:36 – Komorski (Wałęga, Łyszczarczyk) (PP) |                 |                                                                                         |
| | 1–4                           | 29:05 – Michalski (Gościński, Jaśkiewicz)    |                 |                                                                                         |
| | 1–5                           | 36:03 – Dziubiński (Łyszczarczyk)            |                 |                                                                                         |
| | 1–6                           | 38:44 – Komorski (Łyszczarczyk, Kruczek)     |                 |                                                                                         |
| | 1–7                           | 42:39 – Komorski (Łyszczarczyk)              |                 |                                                                                         |
| Dumić (Popović, Dragović) – 43:18 | 2–7                           |                                              |                 |                                                                                         |
| | 2–8                           | 51:31 – Dziubiński (Komorski, Łyszczarczyk)  |                 |                                                                                         |
| | 2–9                           | 51:38 – Wałęga (Jeziorski, Bukowski)         |                 |                                                                                         |
| | 2–10                          | 55:58 – Dziubiński (Łyszczarczyk)            |                 |                                                                                         |

| 2022. április 30. 16:30 | Japán | 8–2 (3–0, 3–2, 2–0) | Ukrajna | Stadion Zimowy, Tychy Nézőszám: 350 |

| Jegyzőkönyv | Jegyzőkönyv   | Jegyzőkönyv                          | Jegyzőkönyv                      | Jegyzőkönyv                                                                            |
| --- | ------------- | ------------------------------------ | -------------------------------- | -------------------------------------------------------------------------------------- |
| | Yuta Narisawa | Kapusok                              | Sergi Pysarenko Dmytro Kubrytsky | Játékvezetők: Geoffrey Barcelo Stefan Hurlimann Vonalbírók: Daniel Konc Rafał Noworyta |
| \| Furuhashi (Miura, Halliday) – 04:19 \| 1–0 \| \| \| Minoshima – 04:52 \| 2–0 \| \| \| Furuhashi – 09:08 \| 3–0 \| \| \| Suzuki (Furuhashi, Minoshima) (PP) – 20:24 \| 4–0 \| \| \| \| 4–1 \| 25:06 – Lyalka (Merezhko, Korenchuk) \| \| Nakayashiki – 31:42 \| 5–1 \| \| \| \| 5–2 \| 34:40 – Vorona (Andreykiv, Lytvynov) \| \| Hitosato (Hirano) – 39:56 \| 6–2 \| \| \| Hitosato (Hirano) – 44:09 \| 7–2 \| \| \| Hirano (Nakajima, Hitosato) (PP) – 59:59 \| 8–2 \| \| |               |                                      |                                  | Játékvezetők: Geoffrey Barcelo Stefan Hurlimann Vonalbírók: Daniel Konc Rafał Noworyta |
| 10 perc | Büntetések    | 20 perc                              |                                  | Játékvezetők: Geoffrey Barcelo Stefan Hurlimann Vonalbírók: Daniel Konc Rafał Noworyta |
| 29 | Lövések       | 30                                   |                                  | Játékvezetők: Geoffrey Barcelo Stefan Hurlimann Vonalbírók: Daniel Konc Rafał Noworyta |
| Furuhashi (Miura, Halliday) – 04:19 | 1–0           |                                      |                                  | Játékvezetők: Geoffrey Barcelo Stefan Hurlimann Vonalbírók: Daniel Konc Rafał Noworyta |
| Minoshima – 04:52 | 2–0           |                                      |                                  | Játékvezetők: Geoffrey Barcelo Stefan Hurlimann Vonalbírók: Daniel Konc Rafał Noworyta |
| Furuhashi – 09:08 | 3–0           |                                      |                                  | Játékvezetők: Geoffrey Barcelo Stefan Hurlimann Vonalbírók: Daniel Konc Rafał Noworyta |
| Suzuki (Furuhashi, Minoshima) (PP) – 20:24 | 4–0           |                                      |                                  |                                                                                        |
| | 4–1           | 25:06 – Lyalka (Merezhko, Korenchuk) |                                  |                                                                                        |
| Nakayashiki – 31:42 | 5–1           |                                      |                                  |                                                                                        |
| | 5–2           | 34:40 – Vorona (Andreykiv, Lytvynov) |                                  |                                                                                        |
| Hitosato (Hirano) – 39:56 | 6–2           |                                      |                                  |                                                                                        |
| Hitosato (Hirano) – 44:09 | 7–2           |                                      |                                  |                                                                                        |
| Hirano (Nakajima, Hitosato) (PP) – 59:59 | 8–2           |                                      |                                  |                                                                                        |

| 2022. április 30. 20:00 | Észtország | 4–2 (2–1, 1–0, 1–1) | Szerbia | Stadion Zimowy, Tychy Nézőszám: 110 |

| Jegyzőkönyv | Jegyzőkönyv           | Jegyzőkönyv                              | Jegyzőkönyv       | Jegyzőkönyv                                                                    |
| --- | --------------------- | ---------------------------------------- | ----------------- | ------------------------------------------------------------------------------ |
| | Villem-Henrik Koitmaa | Kapusok                                  | Arsenije Ranković | Játékvezetők: Michał Baca Andrii Kicha Vonalbírók: Mateusz Bucki Agris Ozoliņš |
| \| Vasjonkin (Linde, Kerna) – 01:32 \| 1–0 \| \| \| Kulintsev (Kombe, Arrak) – 05:30 \| 2–0 \| \| \| \| 2–1 \| 05:46 – Đumić (Dragović, Podunavac) (PP) \| \| Rooba (Kulintsev, Lahesalu) – 28:08 \| 3–1 \| \| \| Parras – 44:17 \| 4–1 \| \| \| \| 4–2 \| 57:32 – Đumić (Dragović, Popović) \| |                       |                                          |                   | Játékvezetők: Michał Baca Andrii Kicha Vonalbírók: Mateusz Bucki Agris Ozoliņš |
| 6 perc | Büntetések            | 12 perc                                  |                   | Játékvezetők: Michał Baca Andrii Kicha Vonalbírók: Mateusz Bucki Agris Ozoliņš |
| 28 | Lövések               | 10                                       |                   | Játékvezetők: Michał Baca Andrii Kicha Vonalbírók: Mateusz Bucki Agris Ozoliņš |
| Vasjonkin (Linde, Kerna) – 01:32 | 1–0                   |                                          |                   | Játékvezetők: Michał Baca Andrii Kicha Vonalbírók: Mateusz Bucki Agris Ozoliņš |
| Kulintsev (Kombe, Arrak) – 05:30 | 2–0                   |                                          |                   | Játékvezetők: Michał Baca Andrii Kicha Vonalbírók: Mateusz Bucki Agris Ozoliņš |
| | 2–1                   | 05:46 – Đumić (Dragović, Podunavac) (PP) |                   | Játékvezetők: Michał Baca Andrii Kicha Vonalbírók: Mateusz Bucki Agris Ozoliņš |
| Rooba (Kulintsev, Lahesalu) – 28:08 | 3–1                   |                                          |                   |                                                                                |
| Parras – 44:17 | 4–1                   |                                          |                   |                                                                                |
| | 4–2                   | 57:32 – Đumić (Dragović, Popović)        |                   |                                                                                |

| 2022. május 1. 16:30 | Lengyelország | 2–0 (0–0, 1–0, 1–0) | Japán | Stadion Zimowy, Tychy Nézőszám: 2422 |

| Jegyzőkönyv                                                                              | Jegyzőkönyv | Jegyzőkönyv | Jegyzőkönyv   | Jegyzőkönyv                                                                         |
| ---------------------------------------------------------------------------------------- | ----------- | ----------- | ------------- | ----------------------------------------------------------------------------------- |
|                                                                                          | John Murray | Kapusok     | Yuta Narisawa | Játékvezetők: Rencz Dániel Turo Virta Vonalbírók: Sergii Kharaberyush Gregor Miklič |
| \| Kostek (Bryk, Łyszczarczyk) – 25:50 \| 1–0 \| \| \| Łyszczarczyk – 58:24 \| 2–0 \| \| |             |             |               | Játékvezetők: Rencz Dániel Turo Virta Vonalbírók: Sergii Kharaberyush Gregor Miklič |
| 8 perc                                                                                   | Büntetések  | 6 perc      |               | Játékvezetők: Rencz Dániel Turo Virta Vonalbírók: Sergii Kharaberyush Gregor Miklič |
| 24                                                                                       | Lövések     | 21          |               | Játékvezetők: Rencz Dániel Turo Virta Vonalbírók: Sergii Kharaberyush Gregor Miklič |
| Kostek (Bryk, Łyszczarczyk) – 25:50                                                      | 1–0         |             |               | Játékvezetők: Rencz Dániel Turo Virta Vonalbírók: Sergii Kharaberyush Gregor Miklič |
| Łyszczarczyk – 58:24                                                                     | 2–0         |             |               | Játékvezetők: Rencz Dániel Turo Virta Vonalbírók: Sergii Kharaberyush Gregor Miklič |

| 2022. május 1. 20:00 | Észtország | 0–8 (0–1, 0–4, 0–3) | Ukrajna | Stadion Zimowy, Tychy Nézőszám: 185 |

| Jegyzőkönyv | Jegyzőkönyv                        | Jegyzőkönyv                                 | Jegyzőkönyv      | Jegyzőkönyv                                                                           |
| --- | ---------------------------------- | ------------------------------------------- | ---------------- | ------------------------------------------------------------------------------------- |
| | Villem-Henrik Koitmaa Henrik Virro | Kapusok                                     | Dmytro Kubrytsky | Játékvezetők: Geoffrey Barcelo Stefan Hurlimann Vonalbírók: Daniel Konc Agris Ozoliņš |
| \| \| 0–1 \| 12:53 – Merezhko (Lyalka, Fadyeyev) \| \| \| 0–2 \| 26:48 – Simchuk (Vorona, Tolstushko) \| \| \| 0–3 \| 28:30 – Peresunko (Mazur) \| \| \| 0–4 \| 37:19 – Lyalka (Peresunko, Mikhnov) (PP) \| \| \| 0–5 \| 39:17 – Peresunko (Mikhnov) \| \| \| 0–6 \| 44:12 – Simchuk (Blagoy, Merezhko) (PP) \| \| \| 0–7 \| 49:06 – Mazur (Pangelov-Yuldashev, Borodai) \| \| \| 0–8 \| 59:24 – Fadyeyev (Merezhko, Simchuk) (PP) \| |                                    |                                             |                  | Játékvezetők: Geoffrey Barcelo Stefan Hurlimann Vonalbírók: Daniel Konc Agris Ozoliņš |
| 12 perc | Büntetések                         | 2 perc                                      |                  | Játékvezetők: Geoffrey Barcelo Stefan Hurlimann Vonalbírók: Daniel Konc Agris Ozoliņš |
| 18 | Lövések                            | 38                                          |                  | Játékvezetők: Geoffrey Barcelo Stefan Hurlimann Vonalbírók: Daniel Konc Agris Ozoliņš |
| | 0–1                                | 12:53 – Merezhko (Lyalka, Fadyeyev)         |                  | Játékvezetők: Geoffrey Barcelo Stefan Hurlimann Vonalbírók: Daniel Konc Agris Ozoliņš |
| | 0–2                                | 26:48 – Simchuk (Vorona, Tolstushko)        |                  | Játékvezetők: Geoffrey Barcelo Stefan Hurlimann Vonalbírók: Daniel Konc Agris Ozoliņš |
| | 0–3                                | 28:30 – Peresunko (Mazur)                   |                  | Játékvezetők: Geoffrey Barcelo Stefan Hurlimann Vonalbírók: Daniel Konc Agris Ozoliņš |
| | 0–4                                | 37:19 – Lyalka (Peresunko, Mikhnov) (PP)    |                  |                                                                                       |
| | 0–5                                | 39:17 – Peresunko (Mikhnov)                 |                  |                                                                                       |
| | 0–6                                | 44:12 – Simchuk (Blagoy, Merezhko) (PP)     |                  |                                                                                       |
| | 0–7                                | 49:06 – Mazur (Pangelov-Yuldashev, Borodai) |                  |                                                                                       |
| | 0–8                                | 59:24 – Fadyeyev (Merezhko, Simchuk) (PP)   |                  |                                                                                       |